# Silvia Buabent
Silvia Buabent Vallejo (Madrid, 10 de junio de 1973) es una política socialista española y activista feminista experta en violencia de género y políticas de igualdad. Entre junio de 2018 y marzo de 2019 fue directora del Instituto de la Mujer y para la Igualdad de Oportunidades. De 2011 a 2018 fue concejala de Igualdad del Ayuntamiento de Fuenlabrada. Desde octubre de 2017 forma parte de la ejecutiva del PSOE-Madrid como secretaria Área de Movimientos Sociales y Diversidad PSOE-M.

## Biografía
Nacida en Madrid, se licenció en Ciencias Políticas y de la Administración por la Universidad Complutense de Madrid (1999), es experta en “Malos Tratos. La Violencia de Género, una visión jurídica, sociológica y psicológica” (2006) y Agentes de Igualdad de Oportunidades para las mujeres: acciones positivas en el marco de la Cooperación” (2007) por la Universidad Nacional de Educación a Distancia. En 2017 realizó el máster  “Liderazgo, Comunicación y Dirección de Organizaciones” por la Universidad Rey Juan Carlos. Es militante del PSOE desde 1993.
Su carrera ha estado ligada al feminismo, las políticas de Igualdad y la lucha contra la violencia de género desde el ámbito político. Tras licenciarse en Ciencias Políticas y Administración fue coordinadora de cursos en el Centro de Estudios de América Latina de la Universidad Complutense de Madrid (1999-2003). Trabajó como técnica de igualdad en la Concejalía de Igualdad del Ayuntamiento de Fuenlabrada (febrero de 2008 a junio de 2011). Fue directora técnica de la Concejalía de Igualdad del Ayuntamiento de Fuenlabrada de marzo de 2010 a junio de 2011.
Desde junio de 2011 es concejala de Igualdad Ayuntamiento de Fuenlabrada y desde junio de 2015 es presidenta de la Junta Municipal de Distrito Naranjo-LaSerna de Fuenlabrada. De junio de 2011 a mayo de 2015 fue presidenta de la Junta Municipal de Distrito Vivero-Hospital-Universidad de Fuenlabrada.

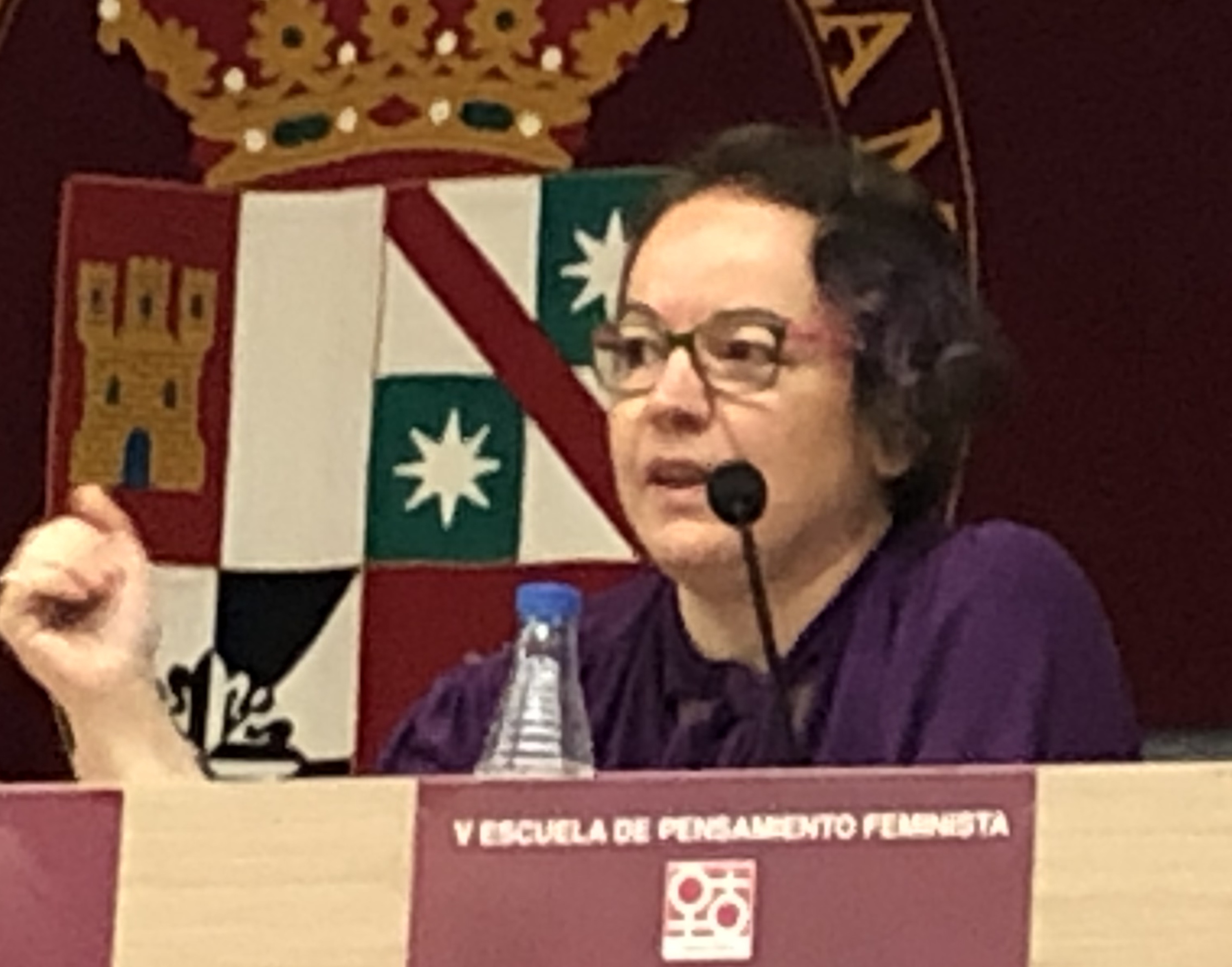
Buabent en 2018

Es también fundadora y responsable de la Escuela de Pensamiento Feminista Clara Campoamor creada en octubre de 2011 en la que han participado referentes del feminismo como Amelia Valcarcel, Alicia Miyares, Ana de Miguel, Marcela Lagarde, Marisa Soleto, etc.
Desde febrero de 2016 es vocal de la Comisión de Igualdad de la Federación de Municipios y Provincias (FEMP) y desde junio de 2016 presidenta de la Comisión de Igualdad y Derechos Cívicos de la Federación de Municipios de Madrid (FMM).
Desde octubre de 2017 forma parte de la ejecutiva del PSOE-M, siendo elegida secretaria Área de Movimientos Sociales y Diversidad PSOE-M.
El 30 de junio de 2018 fue nombrada directora del Instituto de la Mujer sustituyendo a Lucía Cerón en el Gobierno de Pedro Sánchez. El 23 de marzo de 2019 cesó como directora al presentarse como candidata a senadora por Madrid en las elecciones generales de 2019, siendo sustituida por Rocío Rodríguez Prieto.
Actualmente ejerce como concejala de Hacienda, Patrimonio e Igualdad; en el  Ayuntamiento de San Fernando de Henares, Madrid, llevando a cabo políticas activas para la ciudadanía. 